# Nhà thờ Giáng Sinh
Nhà thờ Giáng Sinh là một vương cung thánh đường ở Bethlehem, thuộc vùng lãnh thổ của Nhà nước Palestine. Nhà thờ này nguyên thủy do Constantinus Đại đế và hoàng thái hậu Helena xây dựng từ năm 327 sau Công nguyên trên vị trí mà theo truyền thống Thánh được coi là ở bên trên hang nơi hạ sinh của chúa Giê-su. Nhà thờ Giáng sinh nguyên thủy được hoàn thành năm 339 sau Công nguyên và bị trận hỏa hoạn tàn phá trong thời những cuộc nổi dậy của người Samaritan ở thế kỷ thứ 6 sau Công nguyên. Năm 565 sau Công nguyên Đế quốc Byzantine xây dựng lại nhà thờ này theo phong cách kiến trúc nguyên thủy. Sau đó đã có nhiều kiến trúc bổ sung, trong đó có các tháp chuông nổi tiếng. Do lịch sử văn hóa và địa lý, nhà thờ này có một ý nghĩa tôn giáo lớn lao đối với cả hai tín ngưỡng Kitô giáo và Hồi giáo.
Nhà thờ Giáng Sinh được Tổ chức Giáo dục, Khoa học và Văn hóa Liên Hợp Quốc (UNESCO) công nhận là một Di sản thế giới, và là di sản thế giới đầu tiên thuộc Palestine được công nhận. Nhà thờ này cũng được đưa vào Danh sách di sản thế giới bị đe dọa của UNESCO.

## Lịch sử

### Nơi linh thiêng ở thế kỷ thứ nhất (khoảng năm 4–6 CN – 327 CN)
Nơi linh thiêng, được gọi là Grotto (Hang động), mà Nhà thờ Giáng Sinh nằm ở bên trên, ngày nay được cho là hang động mà trong đó chúa Giêsu đã được sinh ra. Năm 135 sau Công nguyên, hoàng đế Hadrianus được cho là đã biến kiến trúc Kitô giáo trên Grotto này thành nơi thờ Adonis, vị thần Hy Lạp của sắc đẹp và đam mê. Một linh mục ở Nhà thờ Giáng Sinh, Thánh Giêrônimô, đã ghi trước khi qua đời vào năm 420 CN là hang động thánh trong một thời điểm đã được người tà giáo dâng hiến cho việc thờ thần Adonis, và rằng một khu rừng nhỏ giải trí đã được trồng ở đây nhằm xóa bỏ việc tưởng nhớ tới chúa Giêsu. Mặc dù một số học giả hiện đại không tán thành lập luận này và nhấn mạnh rằng việc thờ Adonis-Tammuz bắt nguồn từ tính cách thiêng liêng và rằng những Kitô hữu đã tiếp quản sự thờ cúng này, thay bằng việc thờ phượng Chúa, nhưng tính cách cổ xưa của việc kết hợp nơi này với sự ra đời của Chúa Giêsu được chứng thực bởi nhà biện giải Kitô giáo thánh Justin Tử đạo (c. 100-165 sau CN), người đã ghi trong quyển Đối Thoại với Trypho rằng Thánh Gia đã trú ẩn trong một hang động bên ngoài thị trấn:
Giuse đã tới trú ngụ trong một hang động nào đó gần bên làng; và khi (vợ chồng) họ ở đây thì bà Maria hạ sinh chúa Kitô và đặt Người trong một máng ăn của súc vật, và tại đây Ba Đạo sĩ từ vùng Ả Rập tới đã tìm thấy Người.(chương LXXVIII).
Thêm vào đó, thánh Origen thành Alexandria (185 CN – khoảng 254 CN) đã viết:
Ở Bethlehem hang động nơi Ngài sinh ra đã được chỉ rõ, và cái máng ăn súc vật trong hang động, nơi Ngài được đặt nằm quấn trong tã lót. Và tin đồn là ở những nơi đó, và trong số người không tín ngưỡng, thì quả thực Chúa Giêsu đã sinh ra trong hang động này, người được các Kitô hữu phụng thờ và tôn kính. (Contra Celsum, quyển I, chương LI).

### Vương cung thánh đường thế kỷ thứ 4 (327 – 529/556 CN)
Vương cung thánh đường thứ nhất được bắt đầu xây trên địa điểm này bởi thánh Helena, mẹ của Constantinus Đại đế. Dưới sự giám sát của Giám mục Makarios thành Jerusalem, việc xây dựng khởi sự trong năm 327 sau CN và được hoàn tất trong năm 333. Việc xây dựng nhà thờ đầu tiên này được thực hiện như một phần của một dự án lớn hơn theo Công đồng Nicaea I trong triều đại của Constantinus Đại đế nhằm xây dựng các kiến trúc trên những nơi được cho là Chúa Giêsu đã trải qua trong cuộc đời. Thiết kế của vương cung thánh đường tập trung vào 3 phần kiến trúc chính:
1/ một rotunda (phòng lớn dạng tròn) hình bát giác bên trên khu vực được cho là nơi Chúa Giêsu sinh ra
2/ một khu vực sân giữa lộ thiên hình hộp có diện tích 148 x 92 m, và
3/ một sân trước có 2 cánh rộng 95 x 93m.
Kiến trúc này đã bị thiêu hủy và tàn phá trong cuộc nổi loạn giữa các người Do Thái và người Samaritan trong năm 529 hoặc 556 sau CN.

### Vương cung thánh đường thế kỷ thứ 6 (565 CN)

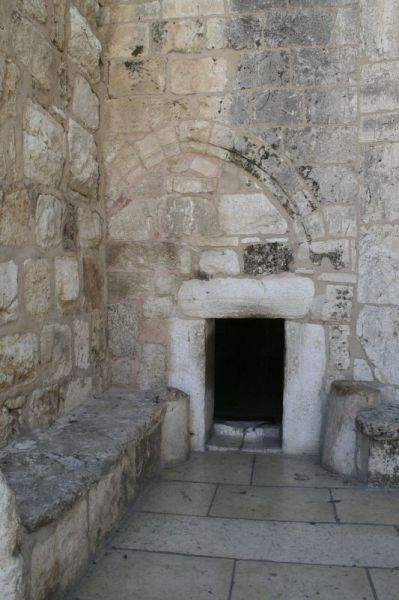
Cửa Khiêm Cung

Vương cung thánh đường hiện tại được xây lại theo dạng hiện nay vào năm 565 sau CN bởi hoàng đế Justinianus I. Khi Khosrau II thuộc Đế quốc Sassanid xâm chiếm Bethlehem năm 614, họ đã không phá hủy nhà thờ này. Theo truyền thuyết, tướng Shahrbaraz, vị chỉ huy của họ đã xúc động khi nhìn thấy tranh mô tả Ba đạo sĩ phương Đông mặc y phục Ba Tư bên trong nhà thờ, nên đã ra lệnh không phá hủy nhà thờ. Các quân Thập tự chinh đã sửa chữa và xây dựng thêm vào nhà thờ trong thời Vương quốc Jerusalem (1099-1291) với sự cho phép và trợ giúp của hoàng đế Đế quốc Byzantine, và Baldwin I vua đầu tiên của vương quốc Jerusalem đã làm lễ đăng quang trong nhà thờ này. Theo năm tháng, nhà thờ này đã được nới rộng, nên ngày nay nó chiếm diện tích khoảng 12.000 m². Nhà thờ này là một trong các nguyên nhân trực tiếp khiến cho nước Pháp can dự vào Chiến tranh Krym chống lại Nga.

### Các công trình xây dựng thêm vào ở thế kỷ 11 và 12 và việc trùng tu (khoảng năm 1050 sau CN-1169 sau CN)
Cho tới năm 1131, Nhà thờ Giáng Sinh được dùng làm nhà thờ căn bản để làm lễ đăng quang cho các vua Thập tự chinh. Trong thời kỳ này, đã có nhiều cuộc trùng tu và trang trí lớn lao cho nhà thờ cùng khu đất chung quanh bởi các đội quân Thập tự chinh. Quá trình trùng tu và trang trí diễn ra cho tới năm 1169 sau CN.

### Việc trùng tu mái nhà ở thế kỷ 14 (1448–1480)

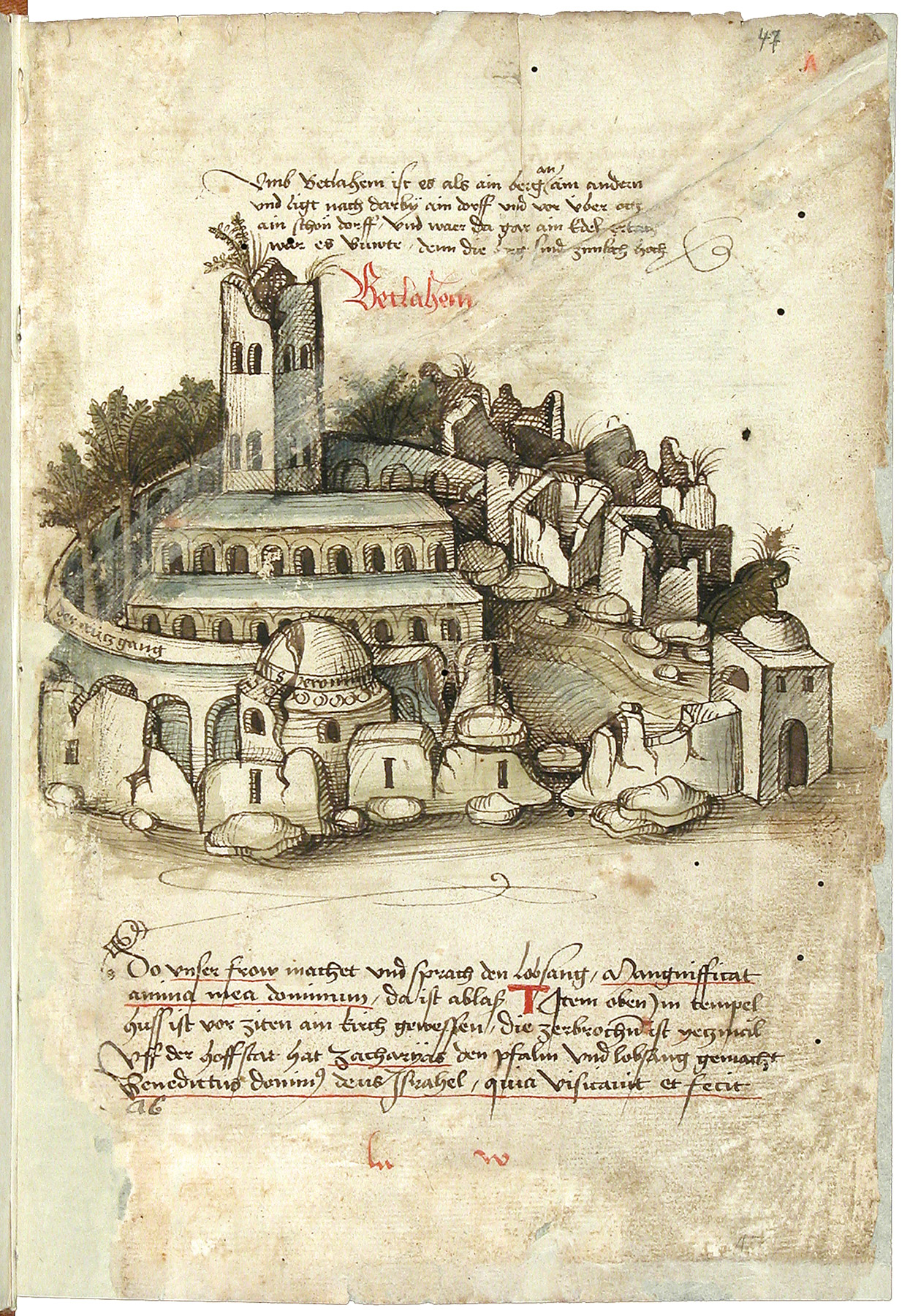
Vương cung thánh đường và đất đai được mô tả trong một tác phẩm xuất bản năm 1487

Sau 3 thập kỷ bị tàn phá bởi các cuộc chiến tranh của quân Thập tự chinh, đáng kể nhất là cuộc phá hủy nhà thờ vào tháng 4 năm 1244 bởi người Thổ Nhĩ Kỳ, mái nhà thờ này trong tình trạng thảm hại. Tháng 8 năm 1448, Vương quốc Burgundia đã cam kết cung ứng nguồn tài nguyên cho dự án tái thiết nhà thờ, nhưng phải chờ mãi tới năm 1480 dự án này mới có khả năng thực hiện ở Bethlehem. Do tình trạng ngày càng tồi tệ của mái nhà thờ bằng gỗ này, nên năm 1480 việc tái thiết mái nhà thờ mới được thực hiện. Rất nhiều vùng đã đóng góp vào công trình tái thiết này, chẳng hạn như Anh đã cung cấp chì, Vương quốc Burgundia cung cấp gỗ và Cộng hòa Venezia cung cấp nhân công.

### Sự thiệt hại, xung đột và việc quản trị trong thế kỷ 19 (1834 -1869)

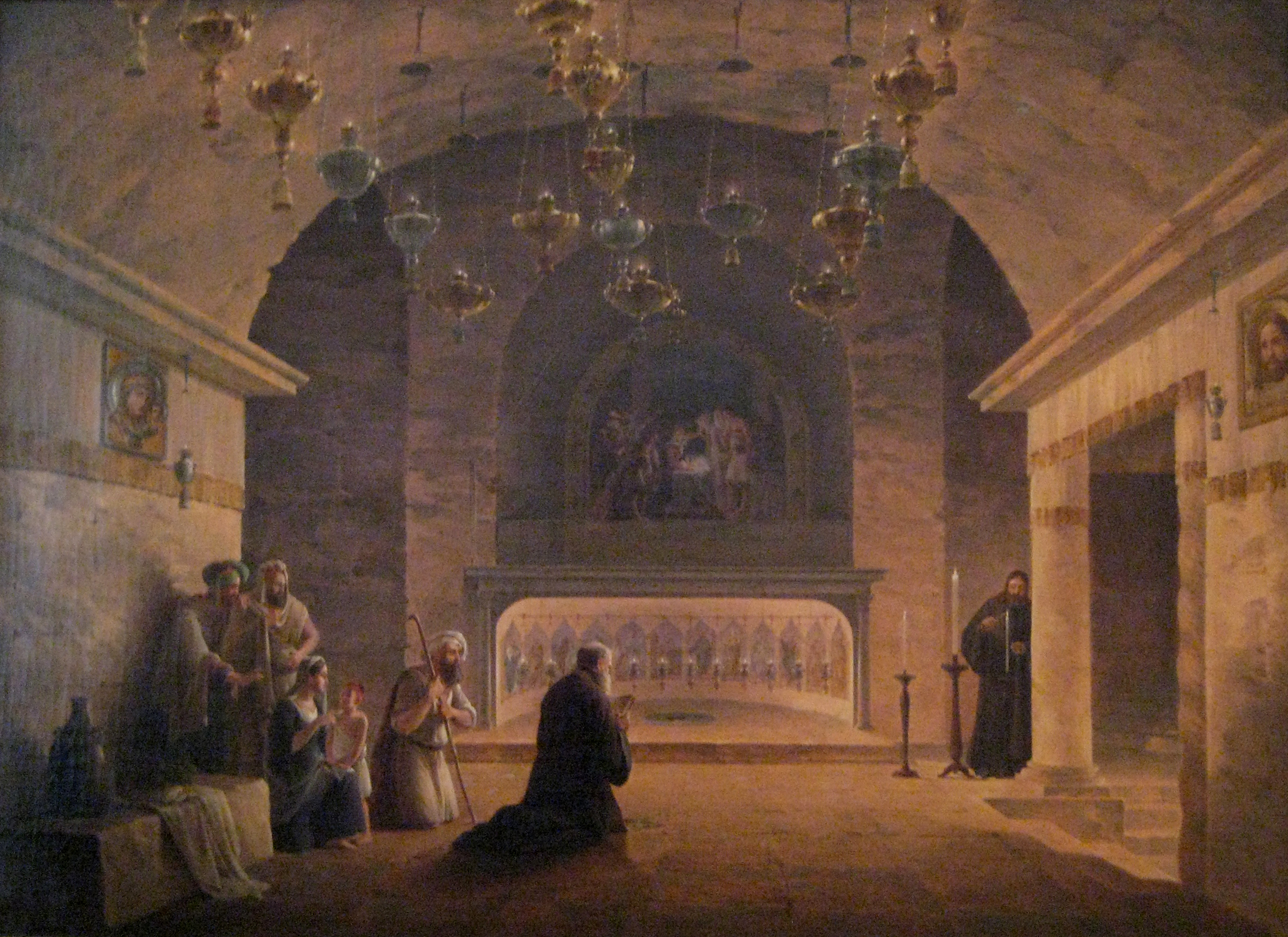
Phần bên trong nhà thờ Giáng Sinh được mô tả trong năm 1833

Từ năm 1834 tới 1837 các trận động đất ở Bethlehem và các dư chấn đã gây ra sự thiệt hại đáng kể cho Nhà thờ Giáng Sinh. Trận động đất ban đầu vào năm 1834 đã phá hủy tháp chuông của nhà thờ, các vật dụng trong hang đá dưới lòng nhà thờ cùng các phần kiến trúc khác. Sau đó nhà thờ lại bị những thiệt hại nhỏ do một loạt các dư chấn mạnh vào năm 1836 cùng trận động đất ở vùng Galilee năm 1837 ngay sau đó.
Năm 1846 nhà thờ Giáng Sinh và những kiến trúc chung quanh nằm trong tình trạng ọp ẹp. Tình trạng nhà thờ bị bỏ ngỏ dễ bị cướp bóc. Nhiều sàn nhà bên trong nhà thờ bằng đá cẩm thạch đã bị cướp bóc ở đầu thế kỷ 19, và được sử dụng cho những công trình xây dựng quanh vùng, kể cả dùng cho Núi Đền Thờ tại Jerusalem. Cũng trong năm này "ngôi sao bằng bạc" có ý nghĩa lớn lao về tôn giáo được trưng bày bên trên hang động giáng sinh trong nhà thờ này đã bị cướp đi. Năm 1851, nhà thờ này dưới sự kiểm soát của Đế quốc Ottoman. Nhưng, gần tới lễ Giáng Sinh năm 1852 Napoleon III đã gửi đại sứ tới Đế quốc Ottoman ép Đế quốc này phải công nhận nước Pháp là nước có "chủ quyền" tại vùng Đất Thánh kể từ khi Đế quốc Ottoman nắm quyền kiểm soát này ở thế kỷ 18. Khi vị Sultan của Thổ Nhĩ Kỳ đặt lại ngôi sao bạc bên trên hang động Giáng sinh với dòng chữ khắc bằng tiếng Latin, thì đế quốc Nga đã tranh giành quyền kiểm soát nhà thờ và nêu ra 2 hiệp ước: một từ năm 1757 và hiệp ước khác từ năm 1774 (Hiệp ước Küçük Kaynarca), đồng thời triển khai quân đội trên vùng Danube. Kết quả là Đế quốc Ottoman đã đưa ra một firmans (sắc lệnh) chủ yếu đảo lộn quyết định trước đây của họ, không thừa nhận hiệp ước ký với người Pháp và khôi phục chủ quyền của người Hy Lạp về các nhà thờ này trên Đất Thánh. Vì một số nhà thờ cá biệt không được nêu trong firmans, nên tình trạng căng thẳng tại địa phương đã gia tăng. Những điều này – cùng với vụ lấy cắp ‘’ngôi sao bằng bạc’’ – đã khích động thêm sự tranh cãi giữa Đế quốc Nga và Đế quốc Ottoman về việc chiếm đóng các nơi thánh thiêng chung quanh vùng này. Vụ lấy cắp ‘’ngôi sao bằng bạc’’ thường được các học giả nêu ra như một trong các chất xúc tác dẫn tới Chiến tranh Krym.

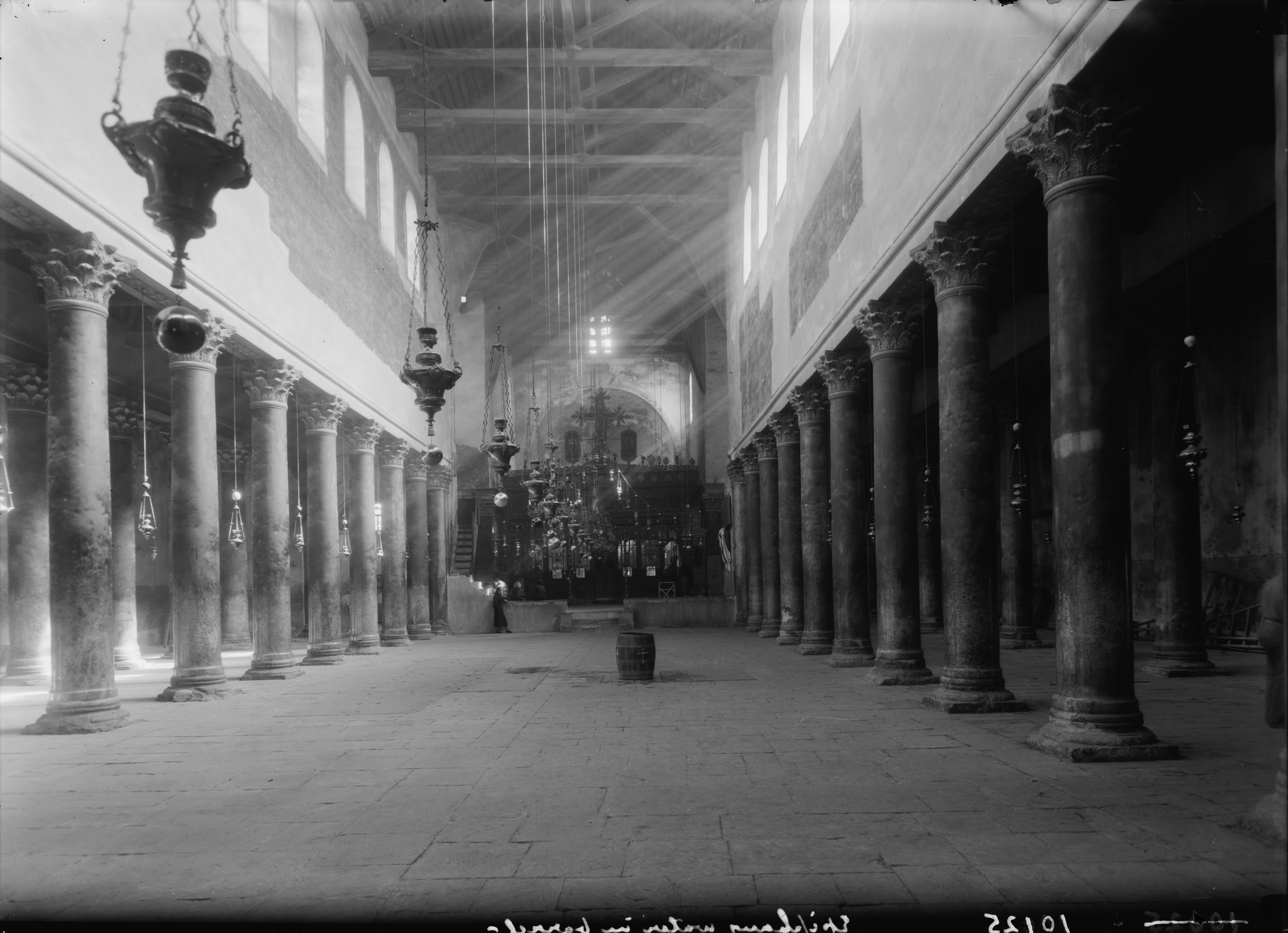
Quang cảnh bên trong nhà thờ Giáng Sinh do Matson Photo Service chụp trong thập niên 1930

### Vụ bao vây nhà thờ ở thế kỷ 21 (năm 2002)
Tháng 4 năm 2002, trong đợt Intifada thứ nhì, khoảng 50 người Palestine có vũ trang bị Các lực lượng Phòng vệ Israel (IDF) truy lùng, đã vào trú ẩn đồng thời cố thủ trong nhà thờ Giáng Sinh cùng với khoảng 200 nam tu sĩ và những người Palestine khác tới nhà thờ vì những lý do khác nhau và bị những người võ trang này bắt giữ làm con tin. Vì tính chất nhạy cảm của ngôi nhà thờ này, nên IDF đã không đột phá vào trong nhà thờ, mà chỉ bao vây chặn tiếp tế thực phẩm không cho đưa vào nhà thờ. Cuộc bao vây kéo dài 39 ngày và một số tay súng Palestine đã bị những tay bắn tỉa của IDF bắn hạ. Sau những cuộc thương lượng kéo dài, hai bên đã đồng ý giải pháp là cho những người Palestine võ trang được di tản tới Gaza, Tây Ban Nha và Ý.

## Việc quản lý hiện nay
Nhà thờ Giáng Sinh được quản lý chung bởi các giới chức của Giáo hội Công giáo Rôma, Chính Thống giáo Hy Lạp và Giáo hội Tông đồ Armenia. Cả ba giáo hội đều duy trì cộng đồng tu sĩ riêng trong nhà thờ. Tuy nhiên, kết quả là thường có những tranh cãi giữa các tu sĩ tập sự (của cả 3 giáo hội) về việc tôn trọng sự thinh lặng khi người khác cầu nguyện, hát thánh vịnh, và thậm chí cả tranh cãi về việc phân chia nhiệm vụ quét dọn sàn nhà. Cảnh sát Palestine đã được gọi tới để lập lại an ninh trật tự.

## Kiến trúc và cách bố trí của nhà thờ

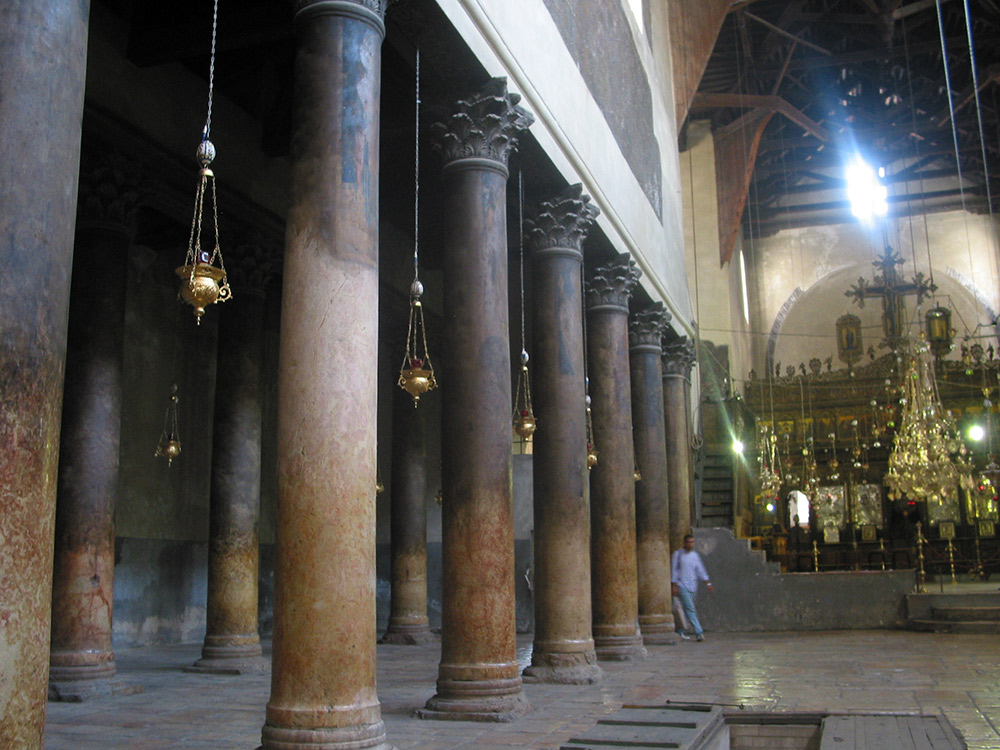
Quang cảnh bên trong nhà thờ Giáng Sinh

Cấu trúc của nhà thờ Giáng Sinh là sự kết hợp giữa 2 nhà thờ và một hầm mộ bên dưới—Grotto (Hang động) Giáng Sinh, nơi mà theo truyền thuyết là nơi chúa Giêsu được sinh ra.

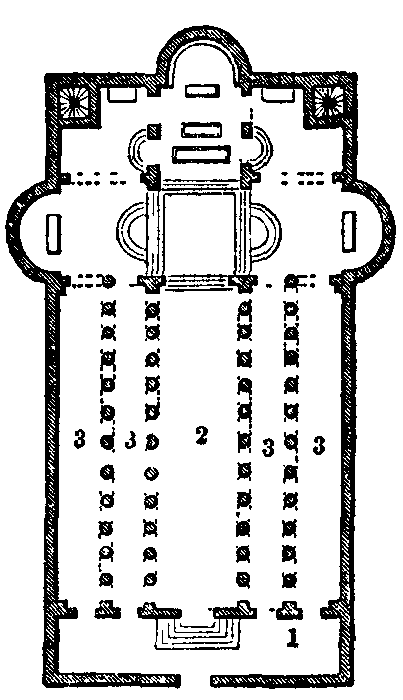
Một ảnh minh họa trên Encyclopædia Britannica từ năm 1911 mô tả sơ đồ Nhà thờ Giáng Sinh, Bethlehem. (1) Narthex; (2) gian giữa (dọc); (3) các gian cạnh dọc.

### Cách bố trí và việc mở rộng kiến trúc
- Vương cung thánh đường Giáng Sinh chính do Thượng phụ Chính thống giáo Hy Lạp của Jerusalem cai quản. Nó được thiết kế giống như một Vương cung thánh đường Roman điển hình, với 5 gian dọc (tạo thành bởi các cột thức Corinth) và một apse (hậu điện) ở cuối phía đông, nơi là gian cung thánh. Nhà thờ có trang bị các tranh khảm vàng trên các tường bên cạnh, nhưng nay phần lớn đã bị hư hỏng.

Lối vào nhà thờ thông qua một cửa rất thấp, gọi là Cửa Khiêm Cung ("Door of Humility") do phải cúi đầu khi bước qua cửa. Sàn nhà nguyên thủy được lát ghép theo phong cách La Mã, có một ô cửa trên nền hiện nay, mở ra để lộ một phần của sàn nhà nguyên thủy ghép kiểu khảm. Nhà thờ cũng có một iconostasis mạ vàng lớn, và một dãy đèn chầu phức tạp xuyên suốt toàn bộ tòa nhà. Các rui (mái nhà) bằng gỗ và chì để lợp mái nhà do vua Edward IV của Anh hiến tặng; tuy nhiên, chì này sau đó bị người Thổ Nhĩ Kỳ thuộc Đế quốc Ottoman lấy đi, nấu chảy ra làm đạn dược dùng trong cuộc chiến tranh chống thành bang Venezia. Cầu thang ở cả hai bên gian cung thánh dẫn xuống Grotto (Hang Giáng Sinh) bằng những bậc thang xoắn trôn ốc.
- Nhà thờ thánh Catherine tiếp giáp, thuộc Giáo hội Công giáo Rôma, được xây dựng theo kiểu kiến trúc Tân Gothic hiện đại hơn, và từ đó đã được hiện đại hóa thêm theo đường lối phụng vụ của Công đồng Vaticanô II. Đây là nhà thờ mà vị Thượng phụ Latin của Jerusalem[e] cử hành Thánh lễ Nửa đêm trong Đêm Giáng Sinh. Một số tục lệ vẫn được tuân thủ trong Thánh Lễ Nửa đêm từ thời trước Công Đồng Vatican II, bởi vì biện pháp "status quo"[f] (tục lệ, quyền và nghĩa vụ của các giới chức giáo hội khác nhau có quyền trông coi các Nơi Thánh) đã được cố định về mặt pháp lý bởi một Firman (sắc lệnh của vua Hồi giáo) vào năm 1852 của Đế quốc Ottoman vẫn còn hiệu lực cho đến ngày nay.
- Bức phù điêu đắp nổi thấp (Bas-relief) của Cây Jesse[g] là một tác phẩm lớn của điêu khắc gia tôn giáo nổi tiếng Czesław Dźwigaj gần đây đã được đưa vào nhà thờ thánh Catherine như một món quà của Giáo hoàng Biển Đức XVI trong chuyến tông du vùng Đất Thánh (8–15/5/2009). Kích thước tấm phù điêu là 3,75 x 4m, phần chính của phù điêu thể hiện một cây olive tượng trưng cho Cây Jesse mô tả phả hệ của Chúa Giêsu từ Abraham suốt tới Thánh Giuse cùng với các chủ đề khác trong Kinh Thánh. Được đặt dọc theo lối đi tới Hang Giáng Sinh của những người hành hương, bức phù điêu này cũng kết hợp biểu tượng từ Cựu Ước. Phần trên nổi bật hẳn hình ảnh đăng quang của Chúa Kitô Vua trong tư thế giang rộng cánh tay ban phước lành cho Trái đất.[27]
- Hang Giáng Sinh, một hang động dưới đất nằm dưới lòng vương cung thánh đường, được cho là nơi sinh ra của chúa Giêsu. Điểm (đản sinh) chính xác được đánh dấu dưới một bàn thờ bởi một ngôi sao 14 mũi nhọn bằng bạc khảm vào bên trong sàn nhà bằng cẩm thạch với các đèn bằng bạc chung quanh. Bàn thờ này có tính trung lập không thiên vị một giáo hội nào, mặc dù chủ yếu bị ảnh hưởng phong cách của Giáo hội Tông đồ Armenia. Một bàn thờ khác trong Hang Giáng Sinh do Giáo hội Công giáo Rôma nắm giữ, đánh dấu nơi theo truyền thuyết được cho là nơi bà Maria đặt Trẻ sơ sinh trong máng ăn của súc vật.
- Cũng có nhiều Nhà nguyện trong khu nhà thờ liên hợp này, trong đó có nhà nguyện Thánh Giuse, tưởng nhớ việc thiên thần hiện ra với ông Giuse, truyền lệnh cho ông đem mẹ con Hài nhi chạy trốn sang Ai Cập (Phúc âm Mátthêu 2:13); nhà nguyện Các Thánh Anh Hài, tưởng niệm các trẻ em vô tội bị Herodes Cả ra lệnh giết chết (Phúc âm Mátthêu 2:16–18); và nhà nguyện Thánh Giêrônimô, nơi mà theo truyền thuyết thì ông đã cư ngụ để dịch Kinh Thánh sang tiếng Latinh, bản Vulgata.
- Quảng trường Máng cỏ, một sân rộng lát đá ở trước nhà thờ, là nơi mà đám đông tụ họp trong Đêm Giáng Sinh để hát các ca khúc Giáng Sinh trước các lễ nghi phụng vụ nửa đêm Giáng sinh.

## Việc bảo quản và những việc liên quan
Năm 2008 Vương cung thánh đường này được Quỹ Công trình kiến trúc thế giới (World Monuments Fund) đưa vào "Danh sách 100 công trình kiến trúc thế giới bị đe dọa" cần theo dõi: 
Tình trạng hiện tại của nhà thờ là đáng lo ngại. Nhiều loại gỗ cấu tạo mái nhà bị mục nát, và đã không được thay thế từ thế kỷ 19. Nước mưa thấm vào tòa nhà không chỉ làm tăng tốc độ mục nát của gỗ và gây thiệt hại cho sự toàn vẹn về cấu trúc của tòa nhà, mà còn làm tổn hại các bức tường khảm từ thế kỷ 12 và các bức tranh. Dòng chảy vào bên trong của nước cũng có nghĩa là luôn có một nguy cơ cho một trận hỏa hoạn do điện gây ra. Nếu trận động đất nữa xảy ra ở quy mô của một trong các trận động đất năm 1834, thì kết quả rất có thể sẽ là thảm họa.... Hy vọng việc đưa nhà thờ này vào danh sách (các công trình kiến trúc bị đe dọa) sẽ thúc đẩy việc bảo tồn nhà thờ, mà trong đó cả ba giáo hội có trách nhiệm trông coi nhà thờ - Giáo hội Chính thống Hy Lạp, Giáo hội Tông đồ Armenia, và dòng Phanxicô – hãy làm việc cùng nhau, điều mà đã không xảy ra trong hàng trăm năm rồi. Chính phủ Israel và Chính quyền Palestine cũng sẽ phải làm việc với nhau để bảo vệ nhà thờ này.
Năm 2010, Chính quyền Quốc gia Palestine công bố sắp có một chương trình trùng tu nhà thờ gồm nhiều triệu dollar.

### Di sản thế giới

Logo của Ủy ban Di sản thế giới thuộc UNESCO

Năm 2012, khu nhà thờ phức hợp này trở thành nơi đầu tiên của Palestine được Ủy ban Di sản thế giới đưa vào danh sách Di sản thế giới tại kỳ họp thứ 36 của Ủy ban ngày 29.6.2012. Quyết định này được chấp thuận bằng một cuộc bỏ phiếu kín của 13-6 trong 21 thành viên của ủy ban, theo nữ phát ngôn viên Sue Williams của UNESCO, và theo một thủ tục ứng cử khẩn cấp thông qua quá trình 18 tháng đối với hầu hết các di sản, bất chấp sự phản đối của Hoa Kỳ và Israel. Di sản này đã được phê duyệt theo tiêu chuẩn 4 và 6. Quyết định này là một quyết định gây tranh cãi cả về mặt kỹ thuật lẫn chính trị. Nhà thờ này cũng được đưa vào Danh sách di sản thế giới bị đe dọa vì nó bị hư hại bởi sự rò rỉ nước vào trong.

## Mai táng
- Mộ Thánh Paula, dưới lòng nhà thờ.

## Hình ảnh

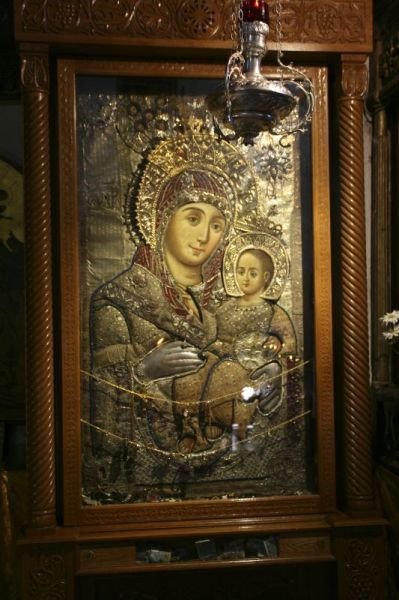
Biểu tượng Đức Mẹ Maria và chúa Giêsu trong nhà thờ
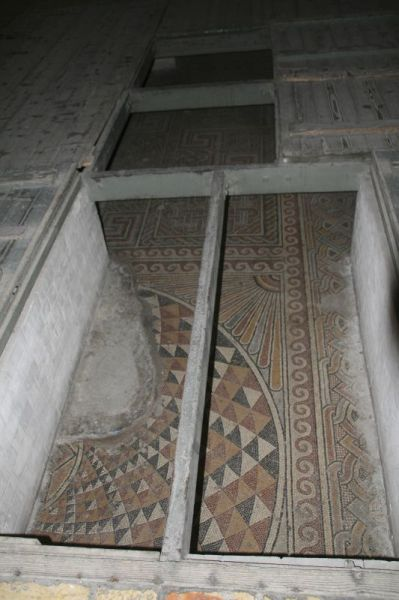
Sàn khảm thế kỉ thứ 4 thời Constantine (tìm thấy năm 1934)
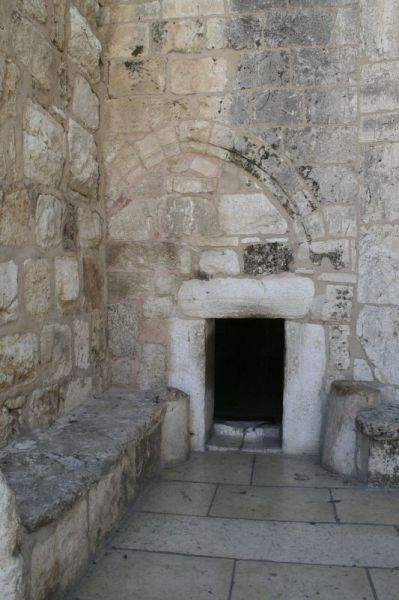
Cửa Khiêm Cung - cửa chính vào nhà thờ
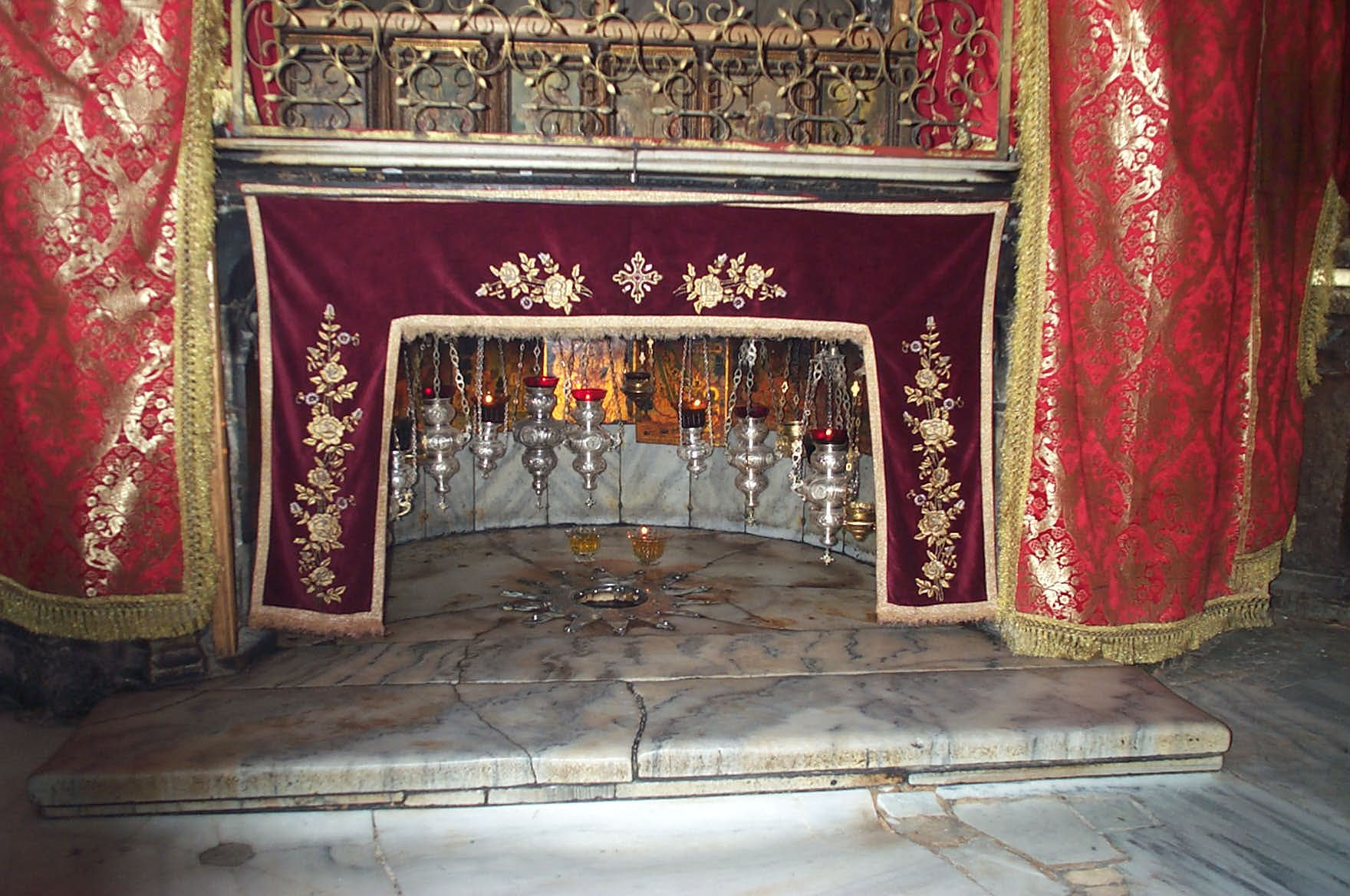
Bàn thờ Giáng Sinh. Phía dưới là ngôi sao đánh dấu nơi mà truyền thuyết cho rằng Đức Mẹ Đồng Trinh đã sinh ra Giêsu.
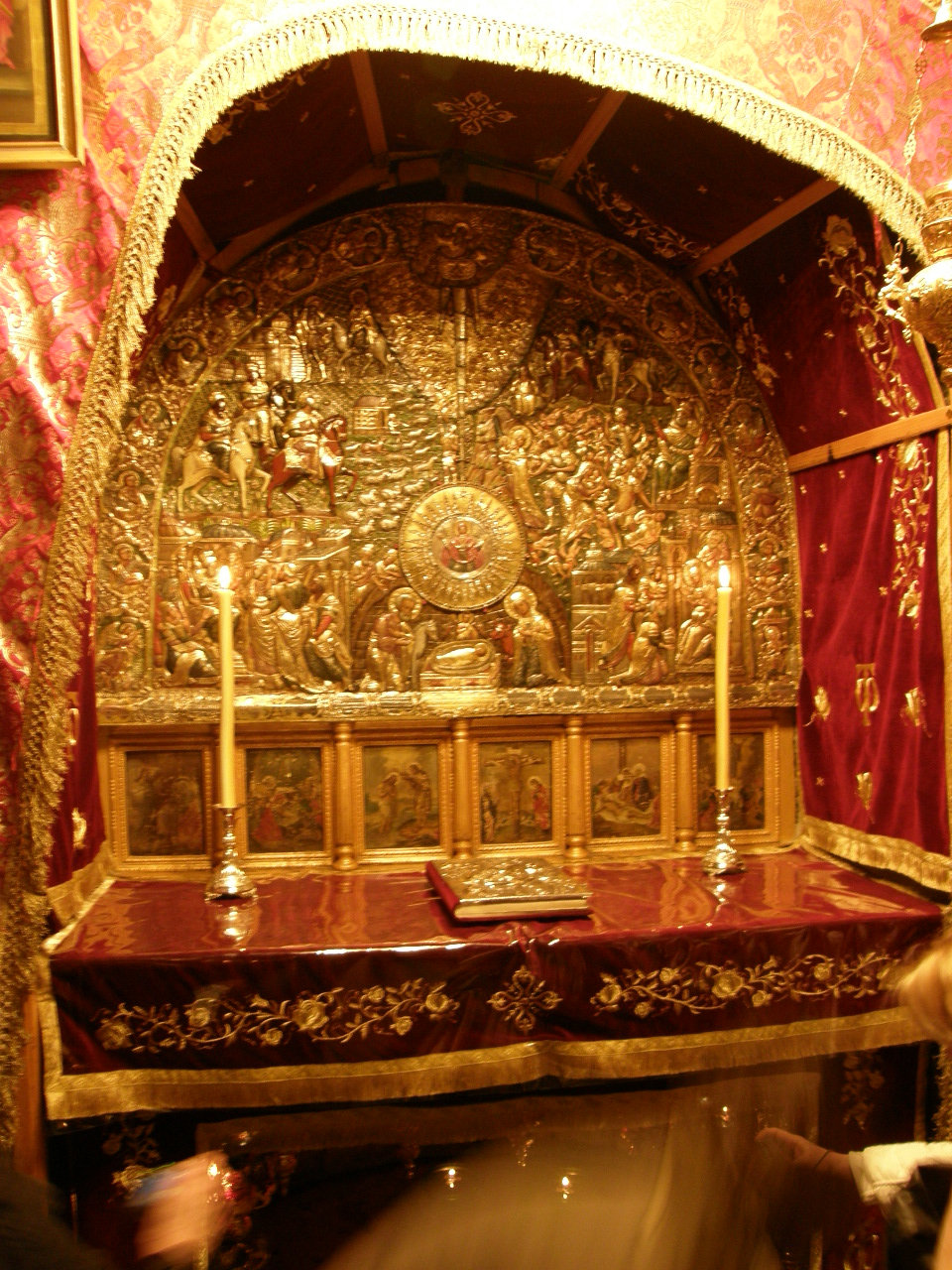
Phần trên của Bàn thờ Giáng Sinh.